# Al-Khaburah SC
Der Al-Khaburah Sports Club (arabisch نادي الخابورة الرياضي الثقافي, DMG Nādī l-Ḫābūra ar-riyāḍī aṯ-ṯaqāfī) ist ein omanischer Sportklub mit Sitz in der Stadt al-Chabura. Aktuell (Stand: Juli 2025) spielt der Verein in der ersten Liga, der Oman Professional League.

## Geschichte
Der Verein wurde am 30. März 1972 gegründet.

## Erfolge
- Omanischer Zweitligameister: 2013/14

## Stadion
Seine Heimspiele trägt der Klub im Rustaq Sports Complex in Rustaq aus. Das Stadion bietet Platz für 17.000 Zuschauer.

## Trainer
Stand: Juli 2025
| Trainer        | Nation           | von           | bis             |
| -------------- | ---------------- | ------------- | --------------- |
| Hussein Afash  | Syrien           | 18. Juli 2012 | 1. Oktober 2013 |
| Mustapha Kioua | Algerien Italien | 1. Juli 2024  | 18. Juni 2025   |